# 파나마병

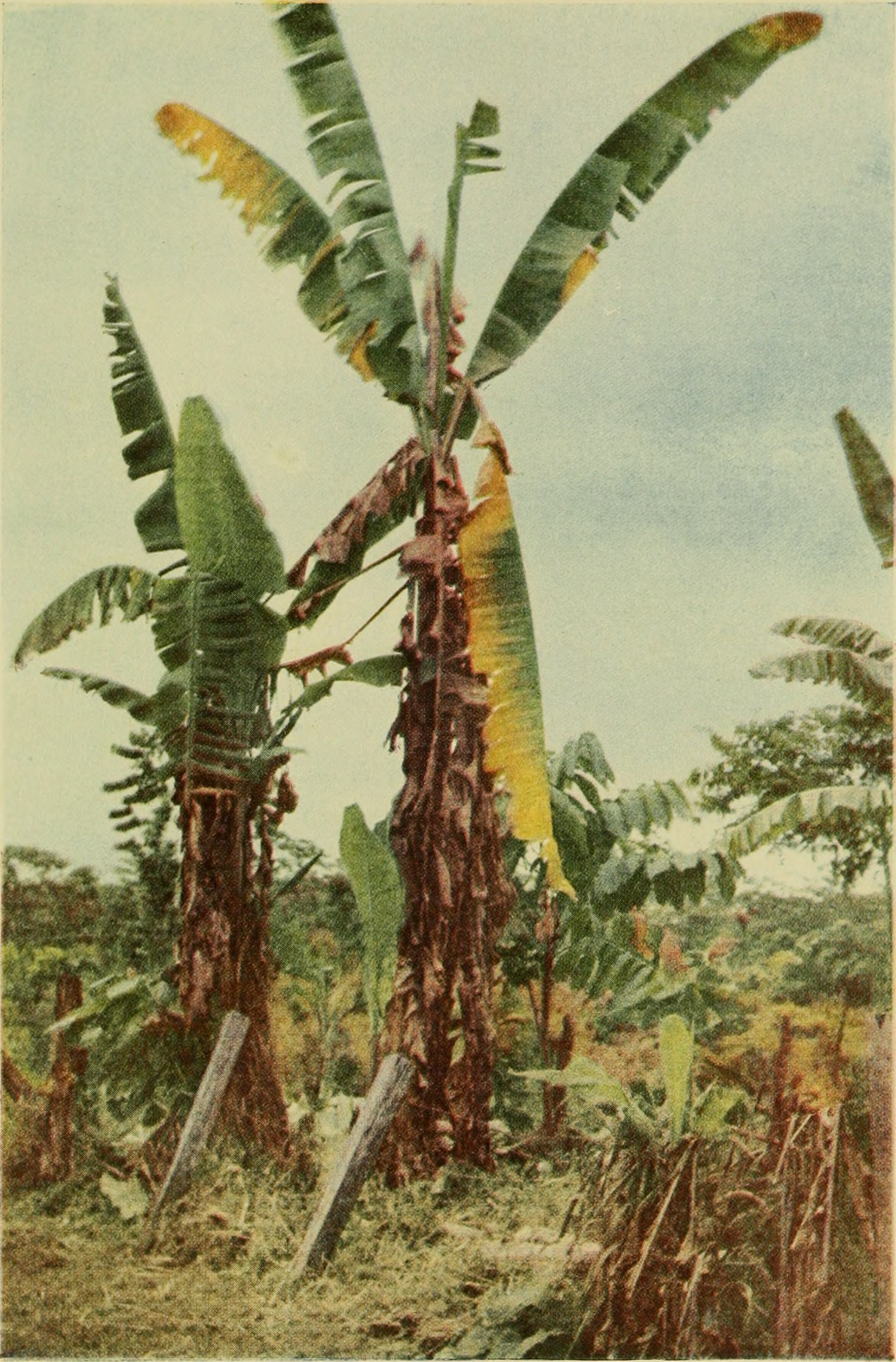
파나마병에 걸린 그로 미셸.

파나마병(Panama disease)은 바나나가 걸리는 감염병이다. 1950년대 수출용/서양국가의 소비용으로 주로 재배되던 그로 미셸이라는 바나나 품종이 있었으나 파나마병이 창궐하면서 1960년대에 그로 미셸은 생산이 중단되어 현재의 캐번디시 바나나가 대신 유통되게 되었다.